# MTV Video Music Awards de 2002
O MTV Video Music Awards de 2002 foi ao ar em 29 de agosto de 2002, premiando os melhores videoclipes lançados entre 9 de junho de 2001 e 31 de maio de 2002. A premiação, ocorrida no Radio City Music Hall, em Nova Iorque, nos Estados Unidos, foi apresentada pelo comediante estadunidense Jimmy Fallon. 
Na cerimônia, o cantor Michael Jackson recebeu uma estatueta em comemoração ao seu aniversário, a qual, devido a um mal-entendido, ele pensou ser o "Prêmio Artista do Milênio". As performances incluíram Eminem, que ganhou quatro prêmios, incluindo o de Vídeo do Ano, e Axl Rose, com uma nova formação do Guns N' Roses. 
A premiação também contou com a estreia solo de Justin Timberlake, apresentando seu futuro single de sucesso "Like I Love You", ao lado da dupla de rap Clipse. As integrantes do TLC Tionne "T-Boz" Watkins e Rozonda "Chili" Thomas compareceram à cerimônia para homenagear a integrante Lisa "Left Eye" Lopes, que morrera em um acidente de carro em Honduras, em 25 de abril de 2002, quatro meses antes do evento.

## Performances
| Artista                                       | Canção                                                                                                   | Apresentado por              |
| Pré-show                                      | Pré-show                                                                                                 | Pré-show                     |
| --------------------------------------------- | --- | ---------------------------- |
| Avril Lavigne                                 | "Complicated" Sk8er Boi"                                                                                 | —                            |
| Ludacris I-20 Mystikal Shawnna                | "Rollout (My Business)" "Move Bitch"                                                                     | —                            |
| Premiação                                     | |                              |
| Bruce Springsteen E Street Band               | "The Rising"                                                                                             | James Gandolfini             |
| P!nk                                          | "Just Like a Pill"                                                                                       | Jennifer Love Hewitt         |
| Ja Rule Ashanti Nas                           | "Down 4 U" "One Mic" "The Pledge (Remix)"                                                                | B2K                          |
| Shakira                                       | "Objection (Tango)"                                                                                      | Kate Hudson Heath Ledger     |
| Eminem                                        | "White America" "Cleanin' Out My Closet"                                                                 | Mike Myers                   |
| P. Diddy Busta Rhymes Ginuwine Pharrell Usher | "Bad Boy for Life" "I Need a Girl (Part One)" "I Need a Girl (Part Two)" "Pass the Courvoisier, Part II" | Run-D.M.C.                   |
| Sheryl Crow                                   | "Safe and Sound"                                                                                         | Jennifer Lopez Rudy Giuliani |
| The Hives                                     | "Main Offender"                                                                                          | Kirsten Dunst Jimmy Fallon   |
| The Vines                                     | "Get Free"                                                                                               | Kirsten Dunst Jimmy Fallon   |
| Justin Timberlake Clipse                      | "Like I Love You"                                                                                        | Brandy                       |
| Guns N' Roses                                 | "Welcome to the Jungle" Madagascar" Paradise City"                                                       | —                            |

Notas
1. 1 2  Ao vivo do Centro Rose para a Terra e o Espaço, em Nova Iorque, Estados Unidos.

## Vencedores e indicados
| Vídeo do Ano (apresentado por Nelly e Kelly Osbourne) | Melhor Artista Revelação em um Vídeo (apresentado por Simon Cowell, Paula Abdul, Randy Jackson, Kelly Clarkson e Justin Guarini) |
| --- | --- |
| - Eminem – "Without Me" - Linkin Park – "In the End" - 'N Sync – "Gone" - Nas – "One Mic" - P.O.D. – "Alive" - The White Stripes – "Fell in Love with a Girl" | - Avril Lavigne – "Complicated" - Ashanti – "Foolish" - B2K – "Uh Huh" - John Mayer – "No Such Thing" - Puddle of Mudd – "Blurry" |
| Melhor Vídeo Masculino (apresentado por Christina Aguilera) | Melhor Vídeo Feminino (apresentado por Lisa Marie Presley e Avril Lavigne) |
| - Eminem – "Without Me" - Craig David – "Walking Away" - Enrique Iglesias – "Hero" - Elton John – "This Train Don't Stop There Anymore" - Nelly – "#1" - Usher – "U Got It Bad" | - P!nk – "Get the Party Started" - Ashanti – "Foolish" - Michelle Branch – "All You Wanted" - Shakira – "Whenever, Wherever" - Britney Spears – "I'm a Slave 4 U" |
| Melhor Vídeo de Pop (apresentado por Britney Spears e Michael Jackson) | Melhor Vídeo de Um Grupo (apresentado por Carson Daly) |
| - No Doubt (com part. de Bounty Killer) – "Hey Baby" - Michelle Branch – "All You Wanted" - 'N Sync (featuring Nelly) – "Girlfriend (Remix)" - P!nk – "Get the Party Started" - Shakira – "Whenever, Wherever" | - No Doubt (com part. de Bounty Killer) – "Hey Baby" - Blink-182 – "First Date" - Linkin Park – "In the End" - Dave Matthews Band – "Everyday" - 'N Sync (com part. de Nelly) – "Girlfriend (Remix)" - P.O.D. – "Alive" |
| Melhor Vídeo de Rock (apresentado por David Lee Roth e Sammy Hagar) | Melhor Vídeo de R&B (apresentado por Enrique Iglesias e Kylie Minogue) |
| - Linkin Park – "In the End" - Creed – "My Sacrifice" - Jimmy Eat World – "The Middle" - Korn – "Here to Stay" - P.O.D. – "Youth of the Nation" - System of a Down – "Chop Suey!" | - Mary J. Blige – "No More Drama" - Aaliyah – "Rock the Boat" - Ashanti – "Foolish" - Alicia Keys – "A Woman's Worth" - Usher – "U Got It Bad" |
| Melhor Vídeo de Rap (apresentado por Johnny Knoxville, Bam Margera e Steve-O) | Melhor Vídeo de Hip-Hop (apresentado por Mike Shinoda, and Chester Bennington, Sonny Sandoval e "Wuv") |
| - Eminem – "Without Me" - DMX – "Who We Be" - Ludacris (com part. de Sleepy Brown) – "Saturday (Oooh Oooh!)" - Nas – "One Mic" - P. Diddy (com part. de Black Rob e Mark Curry) – "Bad Boy for Life" | - Jennifer Lopez (com part. de Ja Rule) – "I'm Real (Murder Remix)" - Busta Rhymes (com part. de P. Diddy e Pharrell) – "Pass the Courvoisier, Part II" - Missy "Misdemeanor" Elliott (com part. de Ludacris e Trina) – "One Minute Man (Remix)" - Fat Joe (com part. de Ashanti e Ja Rule) – "What's Luv?" - Ja Rule (com part. de Ashanti) – "Always on Time" - OutKast (com part. de Killer Mike) – "The Whole World" |
| Melhor Vídeo de Dance (apresentado por Sway Calloway e Iann Robinson) | Melhor Vídeo de Um Filme (apresentado por Sway Calloway e Iann Robinson) |
| - P!nk – "Get the Party Started" - Dirty Vegas – "Days Go By" - Kylie Minogue – "Can't Get You Out of My Head" - Shakira – "Whenever, Wherever" - Britney Spears – "I'm a Slave 4 U" | - Chad Kroeger (com part. de Josey Scott) – "Hero" (de Homem-Aranha) - Ludacris (com part. deg Nate Dogg) – "Area Codes" (de Rush Hour 2) - Nelly – "#1" (de Training Day) - Will Smith – "Black Suits Comin' (Nod Ya Head)" (de Men in Black II) |
| Vídeo Inovador (apresentado por Mary-Kate e Ashley Olsen) | Melhor Direção (apresentado por Carmen Electra, Dave Navarro e Iann Robinson) |
| - The White Stripes – "Fell in Love with a Girl" - Cake – "Short Skirt/Long Jacke" - Coldplay – "Trouble" - The Crystal Method – "Name of the Game" - DMX – "Who We Be" - Maxwell – "This Woman's Work" | - Eminem – "Without Me" (Diretor: Joseph Kahn) - Missy "Misdemeanor" Elliott (com part. de Ludacris e Trina) – "One Minute Man" (Diretor: Dave Meyers) - Elton John – "This Train Don't Stop There Anymore" (Diretor: David LaChapelle) - P.O.D. – "Alive" (Diretor: Francis Lawrence) - Red Hot Chili Peppers – "By the Way" (Diretores: Jonathan Dayton e Valerie Faris)                                               |
| Melhor Coreografia | Melhor Efeitos Especiais |
| - Kylie Minogue – "Can't Get You Out of My Head" (Coreógrafo: Michael Rooney) - Mary J. Blige – "Family Affair" (Coreógrafo: Fatima Robinson) - Britney Spears – "I'm a Slave 4 U" (Coreógrafo: Wade Robson) - Usher – "U Don't Have to Call" (Coreógrafo: Rosero) | - The White Stripes – "Fell in Love with a Girl" (Efeitos Especiais: Twisted Labs e Sebastian Fau) - Missy "Misdemeanor" Elliott (com part. de Ludacris e Trina) – "One Minute Man" (Efeitos Especiais: Nathan McGuinness e Marc Varisco) - P.O.D. – "Alive" (Efeitos Especiais: Pixel Envy) - Will Smith – "Black Suits Comin' (Nod Ya Head)" (Efeitos Especiais: Pixel Envy)                                           |
| Melhor Direção de Arte | Melhor Edição |
| - Coldplay – "Trouble" (Diretor de Arte: Tim Hope) - Missy "Misdemeanor" Elliott (com part. de Ludacris e Trina) – "One Minute Man" (Diretor de Arte: Mike Martella) - Elton John – "This Train Don't Stop There Anymore" (Diretor de Arte: Kirsten Vallow) - Quarashi – "Stick 'Em Up" (Diretor de Arte: Bruton Jones) | - The White Stripes – "Fell in Love with a Girl" (Editores: Michel Gondry) - Missy "Misdemeanor" Elliott (com part. de Ludacris e Trina) – "One Minute Man" (Editor: Jay Robinson) - Eminem – "Without Me" (Editor: David Blackburn) - System of a Down – "Chop Suey!" (Editor: Nicholas Erasmus) |
| Melhor Cinematografia | Prêmio MTV2 (apresentado por Anthony Kiedis e Brittany Murphy) |
| - Moby – "We Are All Made of Stars" (Diretor de Fotografia: Brad Rushing) - Missy "Misdemeanor" Elliott (com part. de Ludacris e Trina) – "One Minute Man" (Diretor de Fotografia: Karsten "Crash" Gopinath) - Alicia Keys – "A Woman's Worth" (Diretor de Fotografia: John Perez) - Shakira – "Whenever, Wherever" (Diretor de Fotografia: Pascal Lebègue) | - Dashboard Confessional – "Screaming Infidelities" - The Hives – "Hate to Say I Told You So" - Norah Jones – "Don't Know Why" - musiq – "halfcrazy" - Nappy Roots (com part. de Jazze Pha) – "Awnaw" - The Strokes – "Last Nite" |
| Escolha do Público (apresentado por Justin Timberlake, JC Chasez, Chris Kirkpatrick e Joey Fatone) | Escolha do Público Internacional (Austrália) |
| - Michelle Branch – "Everywhere" - B2K – "Uh Huh" - Brandy – "What About Us?" - Eminem – "Without Me" - Enrique Iglesias – "Hero" - P.O.D. – "Alive" | - Holly Valance – "Kiss Kiss" - 1200 Techniques – "Karma" - GT – "(This Is Not a) Love Song" - Kylie Minogue – "Can't Get You Out of My Head" - Silverchair – "The Greatest View" |
| Escolha do Público Internacional (Brasil) | Escolha do Público Internacional (Canadá) |
| - Titãs – "Epitáfio" - Arnaldo Antunes – "Essa Mulher" - Capital Inicial – "A Sua Maneira" - Charlie Brown Jr. – "Hoje Eu Acordei Feliz" - Cidade Negra – "Girassol" - CPM 22 – "Tarde de Outubro" - Engenheiros do Hawaii – "3a do Plural" - Kelly Key – "Baba" - KLB – "Olhar 43" - Raimundos – "Sanidade" - O Rappa – "Instinto Coletivo" - Rodox – "Olhos Abertos" - Sandy & Junior – "O Amor Faz" - Skank – "Tanto" - Supla – "Garota de Berlim" - O Surto – "O Veneno" - Xis – "Chapa o Coco" | - Nickelback – "Too Bad" - Choclair – "Light It Up" - Remy Shand – "The Way I Feel" - Sloan – "If It Feels Good, Do It" - Swollen Members – "Fuel Injected" |
| Escolha do Público Internacional (China) | Escolha do Público Internacional (América Latina - Norte) |
| - Zheng Jun – "1/3 Dream" - Han Hong – "Awake" - Na Ying – "I Like You Only" - Sun Nan – "As Long as You Are Well" - Yu Quan – "The Train That Goes to Spring" | - Shakira – "Suerte" - Enrique Iglesias – "Héroe" - Juanes – "A Dios le Pido" - Jumbo – "Cada Vez Que Me Voy" - Celso Piña (com part. de Control Machete e Blanquito Man) – "Cumbia sobre el Rio" - Paulina Rubio – "Si Tú Te Vas" |
| Escolha do Público Internacional (América Latina - Pacífico) | Escolha da Audiência International (América Latina - Atlântico) |
| - Juanes – "A Dios le Pido" - Enrique Iglesias – "Héroe" - Javiera y Los Imposibles – "Maldita Primavera" - Nicole – "Viaje Infinito" - Stereo 3 – "Amanecer sin Ti" - Shakira – "Suerte" | - Diego Torres – "Color Esperanza" - Babasónicos – "El Loco" - Érica García – "Positiva" - Enrique Iglesias – "Escapar" - Juanes – "A Dios le Pido" - Shakira – "Suerte" |